# Liphistius bristowei
Liphistius bristowei PLATNICK & SEDGWICK, 1984 è un ragno appartenente al genere Liphistius della famiglia Liphistiidae.
Il nome del genere deriva dalla radice prefissoide greca λιπ-, lip-, abbreviazione di λιπαρός, liparòs cioè unto, grasso, e dal sostantivo greco ἰστίον, istìon, cioè telo, velo, ad indicare la struttura della tela che costruisce intorno all'apertura del cunicolo.
Il nome proprio deriva dall'aracnologo William Syer Bristowe, (1901-1979), che per tutta la vita si è occupato dei Liphistius e che ne ha ritrovato i primi esemplari nella località tipo del monte Doi Suthep.

## Caratteristiche
Ragno primitivo appartenente al sottordine Mesothelae: non possiede ghiandole velenifere, ma i suoi cheliceri possono infliggere morsi piuttosto dolorosi
I maschi di questa specie somigliano molto a L. langkawi e L. murphyorum: tutte e tre le specie hanno un'apofisi ventrale subtegolare, ma l'apofisi è molto più breve nella L. bristowei che nelle altre due. Le femmine somigliano a quelle di L. yangae nell'avere un ampio e indistinto gambo posteriore e nessun lobo anteriore sul poreplate (area dei genitali femminili interni coperta da una zona priva di pori), ma la L. bristowei l'ha leggermente invaginato anteromedialmente.
Il bodylenght (lunghezza del corpo senza le zampe), esclusi anche i cheliceri, è di 11,2 millimetri nelle femmine, dal colore bruno chiaro con marcature più scure lungo i margini anteriore e laterale. Il cefalotorace è più lungo che largo, circa 6,8 x 6,1 millimetri. I cheliceri, di colore bruno scuro distalmente e giallo pallido prossimalmente, hanno 10-12 denti, nelle femmine, al margine anteriore delle zanne. Le zampe sono bruno oliva, senza anulazioni, più scuro lungo i femori e le tibie. L'opistosoma è anch'esso più lungo che largo, circa 5,8 x 4,1 millimetri, nelle femmine.
Nell'ambito del genere Liphistius si distinguono due gruppi principali per la morfologia dei genitali interni femminili. Il gruppo di cui fa parte questa specie ha il ricettacolo ventrale stretto e limitato alla parte centrale del poreplate, proprietà condivisa con L. birmanicus, L. lordae, L. trang, L. yangae, L. langkawi, L. murphyorum, L. desultor e L. sumatranus.

## Comportamento
Costruiscono cunicoli nel terreno profondi fino a 60 centimetri e tengono chiuso l'ingresso del cunicolo con una porta-trappola piuttosto rudimentale. Intorno all'apertura tessono 7-8 fili molto sottili e appiccicaticci in modo da accorgersi se qualche preda si sta avvicinando e, approfittando dei momenti in cui vi è invischiata, balzano fuori e la catturano. Vivono molti anni anche in cattività.

## Distribuzione
Rinvenuta nella parte settentrionale e occidentale della Thailandia, in particolare sul monte Doi Suthep nella provincia di Chiang Mai.